# Gymnoscelis ischnophylla
Gymnoscelis ischnophylla är en fjärilsart som beskrevs av Turner 1942. Gymnoscelis ischnophylla ingår i släktet Gymnoscelis och familjen mätare. Inga underarter finns listade i Catalogue of Life.